# Tau2 Capricorni
Título a ser usado para criar uma ligação interna é Tau2 Capricorni.
Tau2 Capricorni (14 Capricorni) é uma estrela na direção da constelação de Capricornus. Possui uma ascensão reta de 20h 39m 16.32s e uma declinação de −14° 57′ 17.0″. Sua magnitude aparente é igual a 5.24. Considerando sua distância de 1753 anos-luz em relação à Terra, sua magnitude absoluta é igual a −3.41. Pertence à classe espectral B7III.